# Капзано (Терамо)
Капзано (итал. Capsano) је насеље у Италији у округу Терамо, региону Абруцо.
Према процени из 2011. у насељу је живело 98 становника. Насеље се налази на надморској висини од 431 м.